# Danis supous
Danis supous är en fjärilsart som beskrevs av Druce och Bethune-Baker 1893. Danis supous ingår i släktet Danis och familjen juvelvingar. Inga underarter finns listade i Catalogue of Life.